# Траншея розрізна
Траншея розрізна - відкрита гірнича виробка в кар'єрі, призачена для створення первинного фронту робіт і розміщення гірничого і транспортного обладнання. 
На горизонтальній поверхні в профілі має форму трапеції, на узгір'ї вона має неповний профіль, тому наз. напівтраншеєю. Ширина Т.р. по дну встановлюється з урахуванням розміщення трансп. комунікацій і виймально-навантажувального обладнання на горизонті, що розкривається нею. Глибина Траншея розрізна відповідає висоті горизонту, що розкривається, тобто висоті уступу, яка в свою чергу визначається параметрами виймально-навантажувального обладнання і технологією розробки горизонту. Кути укосу встановлюються в залежності від властивостей короткочасної стійкості гірських порід, що складають горизонт, який розкривається. В м'яких породах вони становлять 60-70о, а в міцних – 70-80о. При розробці родов. з горизонтальним заляганням Т.р. проводять у період будівництва кар'єру. При розробці родов. з похилим заляганням Т.р. проводять на кожному горизонті протягом всього терміну відробки родовища. У м'яких породах проведення Т.р. здійснюється драґлайнами, багатоківшевими роторними і ланцюговими екскаваторами, скреперами і засобами гідромеханізації; в міцних породах – в осн. мехлопатами і драґлайнами, як правило, з попереднім розпушенням масиву буропідривним способом.